# سانتیاگو دارایدو
سانتیاگو دارایدو (انگلیسی: Santiago Darraidou) Darraidou (زاده ۲۴ نوامبر ۱۹۸۰ در کاپیتال فدرال، بوینس آیرس) بازیکن والیبال اهل آرژانتین است.